# Șurdești
Șurdești (ungarisch Dióshalom) ist ein Dorf im Kreis Maramureș in der historischen Komitat Szatmár im Nordwesten Rumäniens.
Șurdești gehört zur Gemeinde Șișești, liegt am Oberlauf des Cavnic und an der Kreisstraße (Drum județean) DJ184 befindet sich das Dorf etwa 20 Kilometer südöstlich von der Kreishauptstadt Baia Mare (Frauenbach).
Der Ort wurde 1411 erstmals urkundlich erwähnt.

## Sehenswürdigkeiten
Der Ort ist für seine griechisch-katholische Holzkirche die ins UNESCO-Weltkulturerbe aufgenommen wurde und auch für die orthodoxe Holzkirche, nach unterschiedlichen Angaben, im 17. Jahrhundert oder nach dem Verzeichnis historischer Denkmäler des Ministeriums für Kultur und nationales Erbe (Ministerul Culturii și Patrimoniului Național), im 18. Jahrhundert errichtet, bekannt.

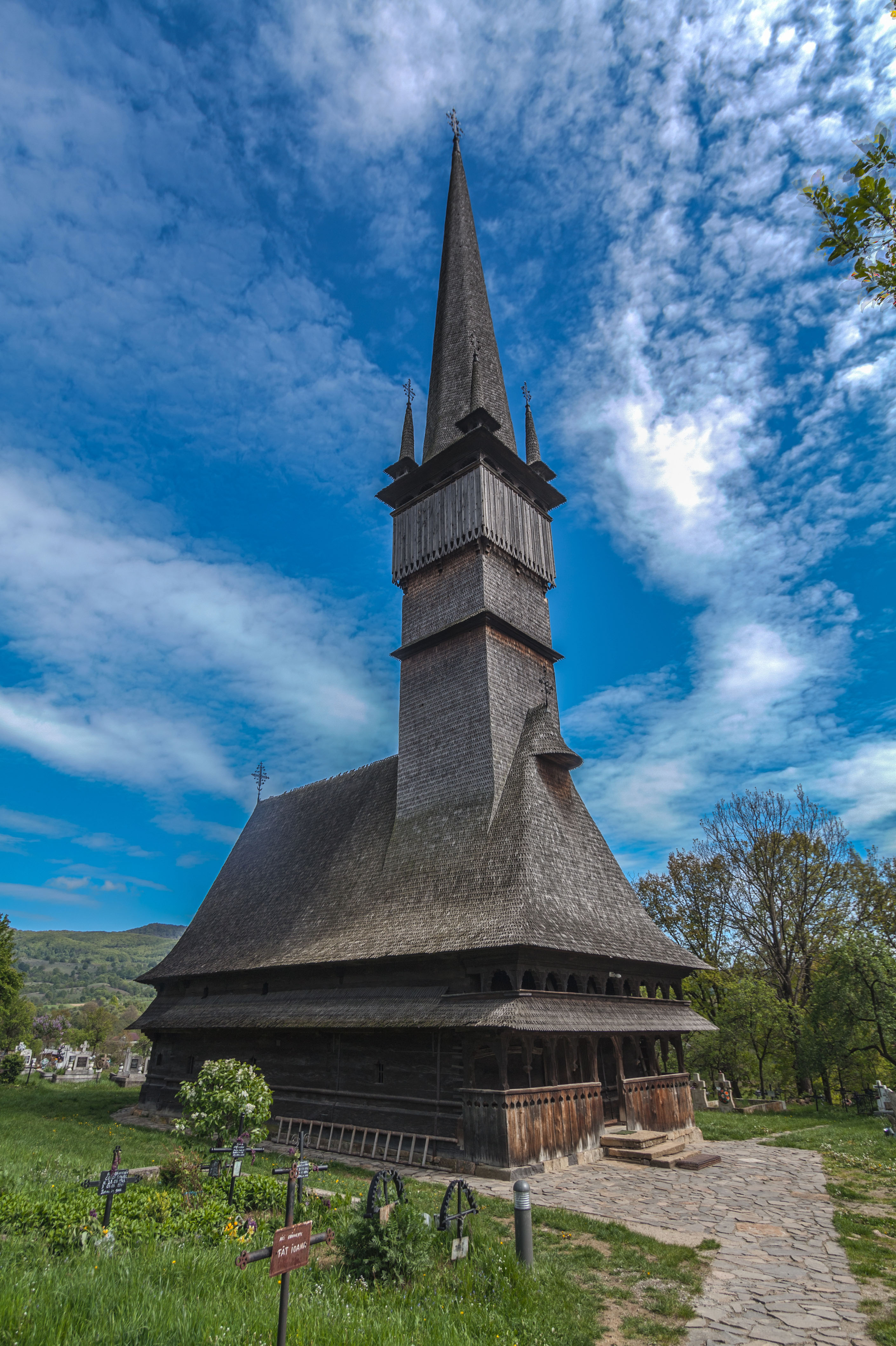
Griechisch-katholische Holzkirche
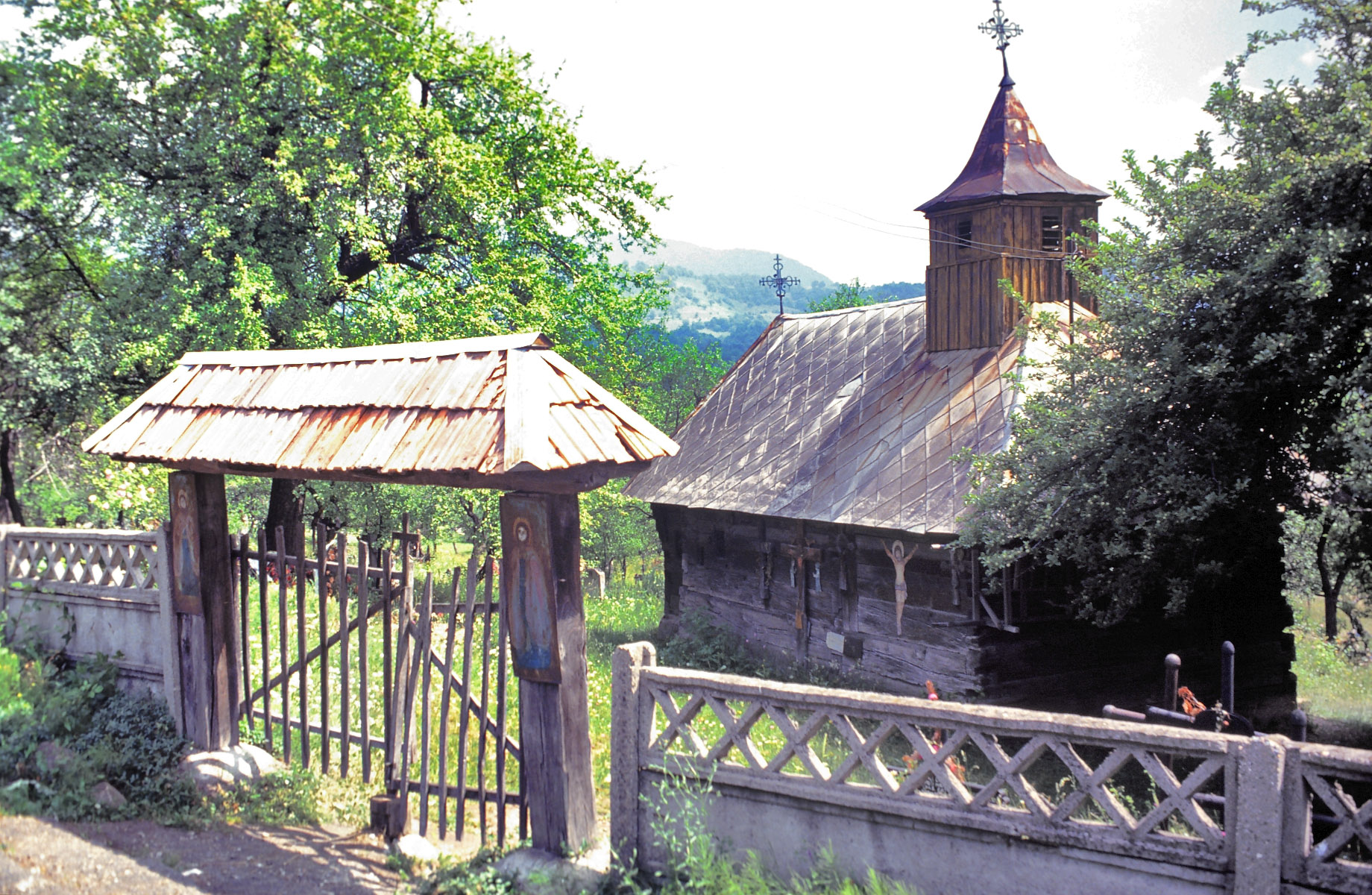
Orthodoxe Holzkirche